# Cao Mianying
Cao Mianying (chiń. 曹棉英 ur. 12 sierpnia 1967 w Hai'an) – chińska wioślarka. Srebrna medalistka olimpijska z Atlanty.
Zawody w 1996 były jej trzecimi igrzyskami olimpijskimi, debiutowała w 1988 i brała udział w tej imprezie w 1992. Po medal sięgnęła w dwójce podwójnej, tworzyła ją również Zhang Xiuyun. Na mistrzostwach świata w 1989 zdobyła srebro w czwórce bez sternika. W jedynce triumfowała na igrzyskach azjatyckich w 1990 i 1994. 